# Jahodová zmrzlina

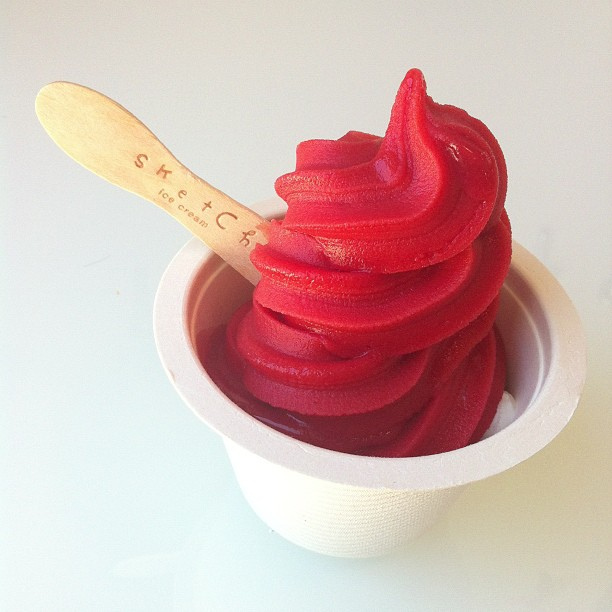
Jahodový sorbet

Jahodová zmrzlina je jednou z nejpopulárnějších příchutí zmrzliny. Bývá obvykle založena na smetanovém základě (základě ze smetany, cukru a vajec), ke kterému jsou přidány jahody (případně je jen ochucena jahodovým aromatem). Většina jahodových zmrzlin má růžovou až světle červenou barvu. Existuje celá řada variant jahodové zmrzliny, například jogurtová, sorbet, s příchutí jahodového cheesecakeu nebo tzv. strawberry ripple (vanilková zmrzlina s pruhy jahodového sirupu). Spolu s čokoládovou a vanilkovou zmrzlinou tvoří jednu ze složek tříbarevné, tzv. neapolské zmrzliny.
Jahodová zmrzlina má dlouhou historii, první zmínky o ní pocházejí z poloviny 18. století z britských kolonií v Severní Americe. Ve své kuchařce měla recept na jahodovou zmrzlinu i Magdalena Dobromila Rettigová.